# Symplecta sparsa
Symplecta sparsa är en tvåvingeart som först beskrevs av Alexander 1919.  Symplecta sparsa ingår i släktet Symplecta och familjen småharkrankar. Inga underarter finns listade i Catalogue of Life.